# Tirofiban
Tirofibanul este un medicament antitrombotic din clasa antiagregantelor plachetare. Este utilizat pentru a reduce riscul evenimentelor cardiovasculare trombotice. Face parte din categoria inhibitorilor glicoproteinei IIb/IIIa. Calea de administrare disponibilă este cea intravenoasă.